# Love, Love, Love
„Love, Love, Love” – utwór brytyjskiego wokalisty Jamesa Blunta. Wydany został 7 listopada 2008 roku przez wytwórnię płytową Atlantic Records jako piąty singel z jego drugiego albumu studyjnego, zatytułowanego All the Lost Souls. Twórcami tekstu utworu są James Blunt i Eg White, który wraz z Tomem Rothrockiem zajęli się jego produkcją. Do singla nakręcono także teledysk, a jego reżyserią zajęła się Kinga Burza. Wideo nakręcone jest w stylu lat 70. „Love, Love, Love” notowany był na 59. pozycji na liście przebojów w Szwajcarii oraz 121. miejsca w notowaniu UK Singles Chart. Singel wydany był w Wielkiej Brytanii wraz z utworami "I'll Take Everything (Take One. Moment Of Conception)" i "1793" nagranym na żywo w The Max Sessions w Sydney.

## Pozycje na listach przebojów
| Kraj            | Lista (2008)    | Pozycja |
| --------------- | --------------- | ------- |
| Szwajcaria      | Singles Top 75  | 59      |
| Wielka Brytania | Singles Top 100 | 121     |